# Chemia fizyczna

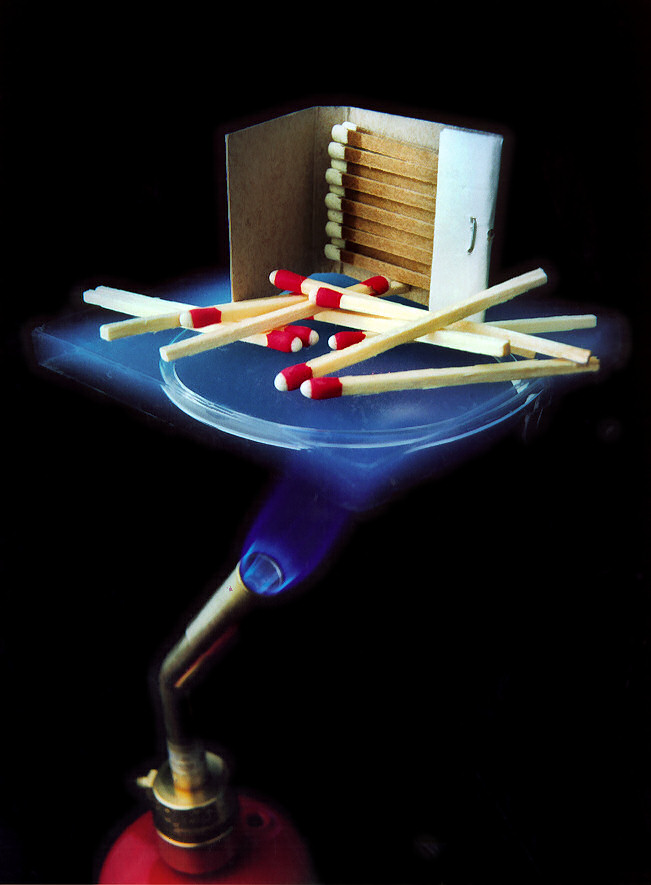
Prezentacja własności termoizolacyjnych aerożelu

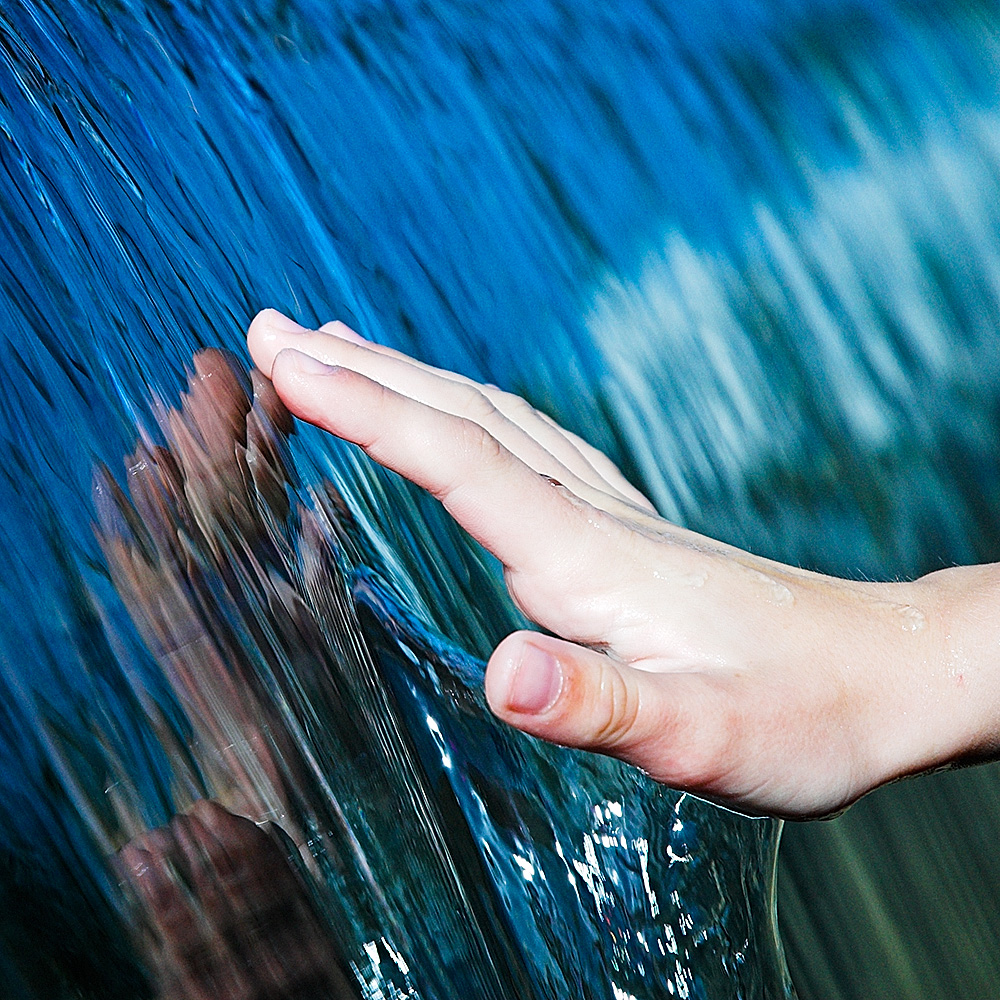
Napięcie powierzchniowe nadaje kształt przepływającej wodzie

Ogniwo galwaiczne bez przepływu kationów

Chemia fizyczna jest nauką zajmującą się badaniem zjawisk makroskopowych, atomowych, subatomowych i międzycząsteczkowych w układach chemicznych uwzględniając prawa i pojęcia fizyki. Stosuje się zasady i pojęcia fizyki, takie jak ruch, energia, siła, czas, termodynamika, chemię kwantową, mechanikę statystyczną, dynamikę i równowagę.
Chemia fizyczna, w odróżnieniu od fizyki chemicznej, jest głównie (ale nie zawsze) nauką makroskopową lub struktur makrocząsteczkowych, jako że większość zasad chemii fizycznej ma swoje podłoże na założeniach związanych z masą, niż ze strukturami cząsteczkowymi lub subatomowymi. Przykładem jest równowaga chemiczna czy koloidy. 
Zależnościami, na które chemia fizyczna stara się znaleźć odpowiedzi są między innymi:
- Siły międzycząsteczkowe, które wpływają na właściwości fizyczne materiałów (plastyczność, wytrzymałość na rozciąganie, napięcie powierzchniowe w cieczach);
- Kinetyka reakcji i szybkość reakcji,
- Tożsamość jonów i przewodność elektryczna materiałów,
- Chemia powierzchni i elektrochemia membran,
- Oddziaływanie jednego ciała na drugie w zakresie ilości ciepła i pracy (termodynamika),
- Transfer ciepła pomiędzy układem chemicznym a jego otoczeniem podczas zmiany fazy lub reakcji chemicznej mającej miejsce (termochemia),
- Badanie własności koligatywnych rodzajów cząstek znajdujących się w roztworze,
- Liczba faz, liczba składowych i stopni swobody (lub wariancji) może być związana z inną fazą (reguła faz),
- Reakcje ogniw elektrochemicznych.

Uzyskane przez chemię fizyczną reguły, wzajemne powiązania oraz ich ilościowe przedstawienia stanowią bazę chemicznej analizy instrumentalnej (aparaturowej), metod laboratoryjnych oraz chemii stosowanej – technologii i inżynierii chemicznej.
Początki tego działu chemii sięgają XVIII wieku i są związane z niezależnym podaniem prawa zachowania masy przez Michaiła W. Łomonosowa (1748) i Antoine’a L. de Lavoisiera (1777). Łomonosow jest też uważany za twórcę określenia chemia fizyczna.

## Działy chemii fizycznej[1]
- Chemia budowy cząsteczek
- Chemia przemian fazowych
- Termodynamika chemiczna
- Kinetyka chemiczna
- Kataliza chemiczna
- Elektrochemia
- Fotochemia
- Fonochemia
- Magnetochemia
- Chemia radiacyjna
- Chemia koloidowa
- Chemia kwantowa
- Chemia teoretyczna